# Мендес, Омар
Ома́р Пе́дро Ме́ндес (исп. Omar Pedro Méndez; род. 7 августа 1934, Сан-Хосе-де-Майо) — уругвайский футболист, участник чемпионата мира по футболу 1954 года, играл на позиции нападающего. В составе сборной Уругвая становился дважды бронзовым призёром на чемпионатах Южной Америки (1953, 1957)

## Биография

### Клубная карьера
Мендес начинал карьеру в «Сентраль Эспаньол», а затем перешёл в «Насьональ», в котором отыграл четыре сезона, за которые три раза подряд в 1955, 1956 и 1957 годах становился чемпионом Уругвая.
Затем он переехал в Аргентину, где играл за «Феррокарриль Оэсте» (1958—1959) и «Индепендьенте» (1960), в составе которого выиграл чемпионат страны.
Затем вернулся на родину, где завершил карьеру в клубе «Суд Америка», выиграв с командой Второй дивизион.

### Карьера в сборной
В составе сборной Уругвая становился дважды бронзовым призёром на чемпионатах Южной Америки (1953, 1957), а также играл на чемпионате мира по футболу 1954 года, на котором уругвайцы заняли четвёртое место.

## Достижения
«Насьональ» Монтевидео
- Чемпион Уругвая (3): 1955, 1956, 1957

 Индепендьенте
- Чемпион Аргентины (1): 1960

«Суд Америка»
- Чемпион Второго дивизиона Уругвая (1): 1963